# Charles Martin
Charles Martin (3 de noviembre de 1969) es un escritor, poeta, crítico y traductor estadounidense. 

## Biografía
Se licenció en Lengua Inglesa por la Universidad Estatal de Florida, cursó un máster en Periodismo y se doctoró en Comunicación por la Universidad Regente. Trabajó durante un año en la Universidad de Hampton como profesor adjunto en el Departamento de Inglés, y otro año en la Universidad Regente con una beca de doctorado.
En 1999, abandonó todas sus actividades para dedicarse exclusivamente a escribir.
Vive con su mujer Christy y sus tres hijos, muy cerca del río St. John en Jacksonville, Florida.

## Obras

### Novelas
Serie Awakening:
1. The Dead Don't Dance (2004)
2. Maggie (2006)

Serie Murphy Shepard:
1. The Water Keeper (2020)
2. The Letter Keeper (2021)
3. The Record Keeper (Próxima publicación 2022)

Independientes:
- Wrapped in Rain (2005)
- When Crickets Cry (2006)
- Chasing Fireflies: A Novel of Discovery (2007)
- Donde acaba el río (Where the River Ends) (2008)
- Un segundo amanecer (The Mountain Between Us) (2010)
- Thunder and Rain (2012)
- Unwritten (2013)
- A Life Intercepted (2014)
- Water from My Heart (2015)
- Long Way Gone (2016)
- Send Down the Rain (2018)

### No ficción
- River Road (2015), memorias
- What If It's True?: A Storyteller’s Journey with Jesus (2019), religión
- They Turned the World Upside Down: A Storyteller's Journey with Those Who Dared to Follow Jesus (2021), religión
- If the Tomb Is Empty: Why the Resurrection Means Anything Is Possible (Próxima publicación 2022), con Joby Martin, religión
- If the Tomb Is Empty Study Guide: Why the Resurrection Means Anything Is Possible (Próxima publicación 2022), con Joby Martin, religión

## Adaptaciones
- The Mountain Between Us (2017),[1] película dirigida por Hany Abu-Assad, basada en la novela Un segundo amanecer